# Goianésia
Pour les articles homonymes, voir Goianésia (homonymie).
Goianésia est une ville brésilienne de l'État de Goiás.

## Économie
La culture de canne à sucre y est importante. Elle sert surtout à la production de bioéthanol.